# Gourbesville
Gourbesville är en kommun i departementet Manche i regionen Normandie i norra Frankrike. Kommunen ligger i kantonen Sainte-Mère-Église som tillhör arrondissementet Cherbourg. År 2018 hade Gourbesville 168 invånare.

## Befolkningsutveckling
Antalet invånare i kommunen Gourbesville
| Referens: INSEE |